# Херешть (комуна)
Херешть, Херешті (рум. Herăști) — комуна у повіті Джурджу в Румунії. До складу комуни входять такі села (дані про населення за 2002 рік):
- Мілошешть (287 осіб)
- Херешть (2111 осіб)

Комуна розташована на відстані 32 км на південний схід від Бухареста, 46 км на північний схід від Джурджу.

## Населення
У 2009 року у комуні проживали 2224 особи.